# Golvvävstol

1 fot,2 ram 3, 4, 5 trampor, 6, 7, 8, 9, 10, 11, 12, 13, 14, 15, 16, 17, 18, 19, 20.

Golvvävstolar (trampvävstol) i Skandinavien är som regel byggda eller tillverkade av trä. Till skillnad från de gamla varptyngda stående vävstolarna som användes fram till 1700-talets mitt i bondehemmen kan man väva horisontellt, och därmed få större slagkraft i slagbommen och möjlighet att ha flera skaft och trampor i vävstolen.
Det finns allt ifrån hopfällbara golvvävstolar till fem meter långa för damast och jacquardvävstol för jacquardvävning. Grunddragen är densamma, med varpbom och tygbom och däremellan anordningar för skaften och slagbom.

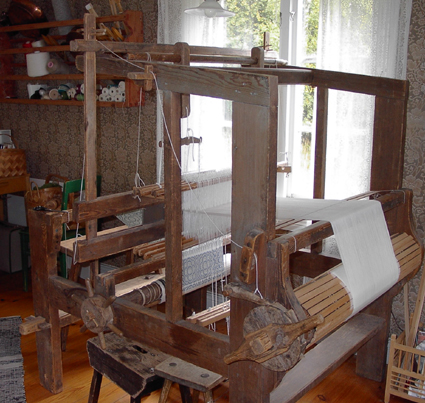
Traditionell gammal vävstol.
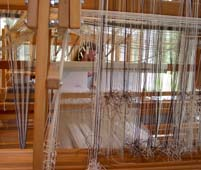
Damastvävstolens harnesktrådar, sedd bakifrån.
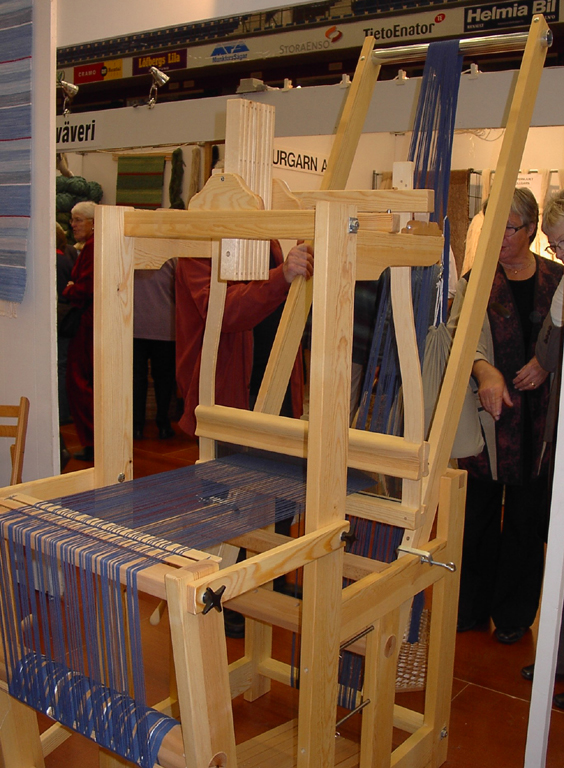
Hopfällbar stol med åtta skaft.
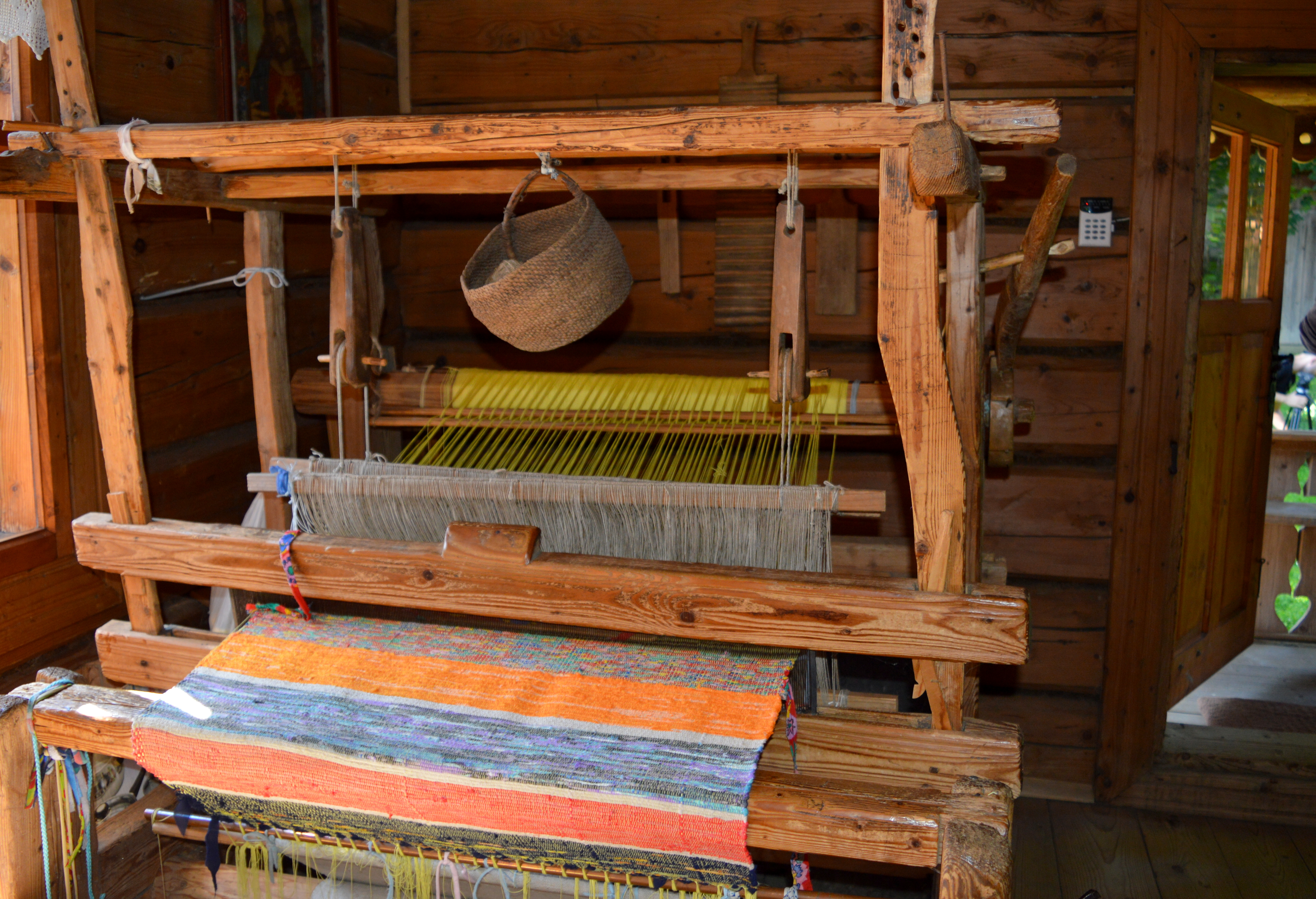
Hemgjord allmogevävstol.

| Delar i en vävstol |
| |
| 1. Två sidostycken 2. Sittplats 3. Varpbom 4. Varp 5. Sträckbom 6. Skälspröt 7. Solvskaft 8. Solv (öga) 9. Skyttel med väftgarn 10. Skäl 11. Färdig väv 12. Bröstbom 13. Upphängningsstag för slagbommen. 14. Justering för slagbommen. 15. Slagbom med vävsked 16. Trampor 17. Tygbom med färdig väv. Knäbommen är strax ovanför. |